# Saint-Sauveur-Gouvernet
Saint-Sauveur-Gouvernet este o comună în departamentul Drôme din sud-estul Franței. În 2009 avea o populație de 207 de locuitori.

## Evoluția populației
| An        | 1975 | 1982 | 1990 | 1999 | 2006 | 2009 |
| --------- | ---- | ---- | ---- | ---- | ---- | ---- |
| Populație | 164  | 151  | 161  | 203  | 205  | 207  |